# Gloster Gladiator
Глоустер Гладіейтор (англ. Gloster Gladiator) — британський винищувач-біплан виробництва авіакомпанії Gloster Aircraft Company часів Другої світової війни. Останній винищувач-біплан на озброєнні Повітряних сил Великої Британії.

## Історія створення

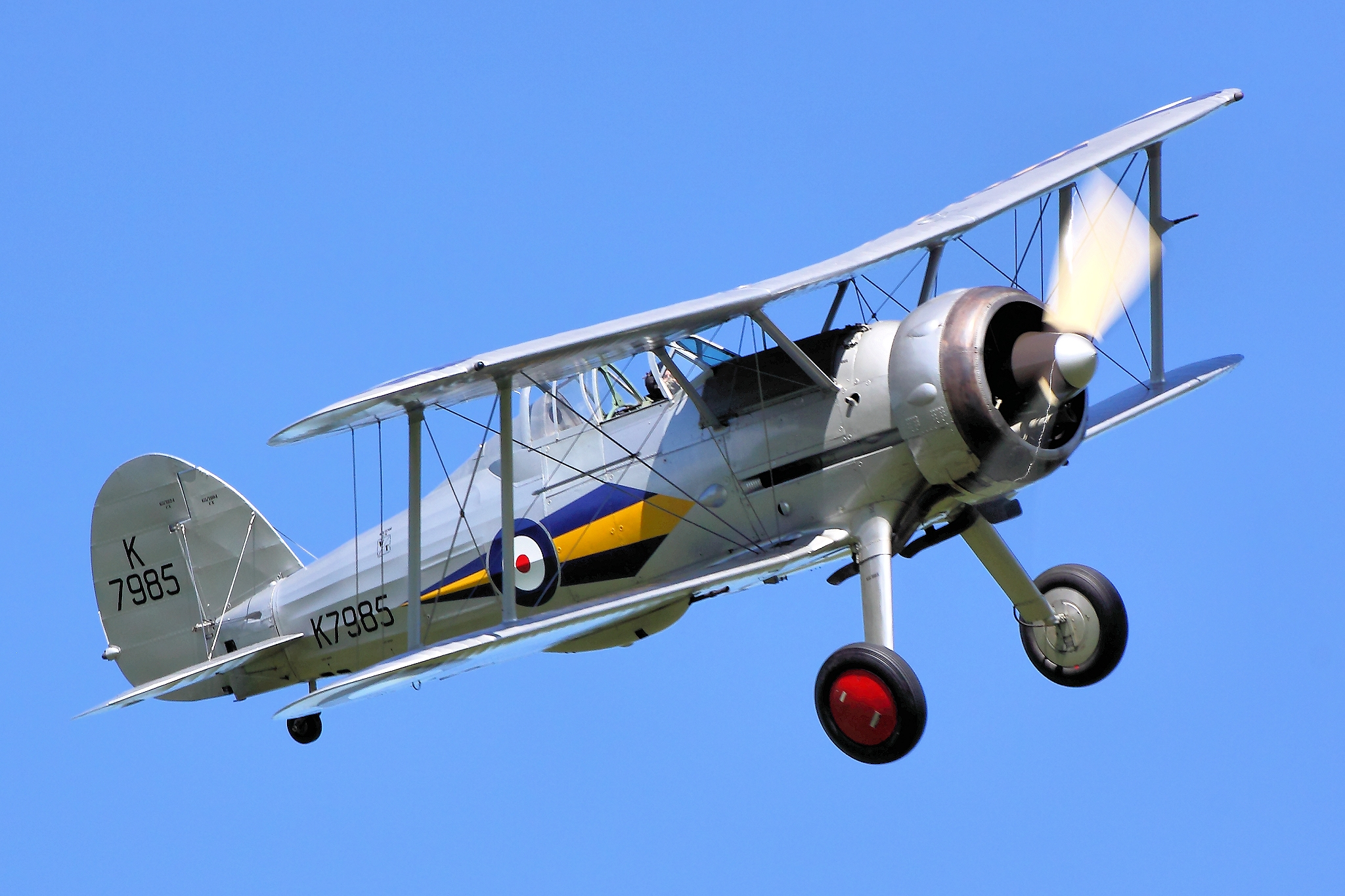
Gloster Gladiator Колеція Шаттлеворс на авіашоу в 2017 році.

У 1930 році міністерство авіації видало специфікацію F.7/30 на заміну Bristol Bulldog, але навіть до середини 30-х років британські авіабудівні компанії не змогли задовільнити її вимоги. Тому британські ВПС, які саме почали розширюватись, були змушені задовільнятись винищувачем Gloster Gauntlet, який створювався як перехідний варіант. Після аналізу дизайну останнього головний інженер авіакомпанії Gloster Генрі Фолланд вирішив що на його базі можна буде створити літак здатний задовільнити вимоги воєнних. Для цього було вирішено зменшити кількість перекладин між крилами і замінити з'єднане шасі на колеса що кріпилися окремо. Теоретично це мало дозволити збільшити швидкість на 16-24 км/год, що разом із потужнішим двигуном Bristol Mercury, розробка якого вже завершувалась, мало задовільнити записані в специфікації F.7/30 вимоги.
З власної ініціативи почалось створення прототипа з заводським позначенням SS.37 і в вересні 1934 року відбувся перший політ. З двигуном Mercury IV максимальна швидкість становила 380 км/год, а з встановленим в листопаді варіантом Mercury VIS збільшилась до 389 км/год. Після встановлення двох кулеметів Vickers Mk.III в фюзеляж і двох кулеметів Lewis під крилами літак вже майже задовільняв всім вимогам і на початку 1935 був надісланий на оцінку армії.
У червні 1935 року була написана специфікація F.14/35 спеціально для SS.37 і видано замовлення на 23 літаки. Зміни включали потужніший двигун Mercury IX, закриту кабіну, нові кулемети Vickers Mk.V і ряд змін до шасі і хвоста. 1 липня того ж року літак отримав своє ім'я «Гладіейтор» (англ. Gladiator).
У 1936 році замовлення було збільшено на 100 літаків, але перші серійні машини були доставленні тільки в лютому 1937 року. Друга партія відрізнялась наявністю універсального кріплення для кулеметів в крилах і тому могла оснащуватись кулеметами Vickers, Lewis або Browning. Саме останнім кулеметом було оснащено більшість літаків виготовлених в 1938. Загалом було виготовлено 231 літак модифікації Gladiator Mk.I.
У 1937 році було видано оновлену специфікацію F.36/37, яка вимагала використання двигуна Mercury VIIIA з автоматичним змішувачем, електричним стартером і повітряним фільтром Vokes на карбюраторі. Для цієї специфікації було створено нову модифікацію Gladiator Mk.II який виготовлявся в кількості 252 літаки. 28 «Гладіейторів» цієї модифікації були оснащені також гальмівними гаками і передані флоту для тимчасової заміни Hawker Osprey і Hawker Nirmrod, допоки модифікація «Sea Gladiator» ще розроблялась. Останні відрізнялись покращеним гальмівним гаком, пристосуванням для запуску з катапульти і можливістю скидання надувного човна.
Загалом було виготовлено 747 «Гладіейторів» всіх модифікацій, які також експортувались для повітряних сил Бельгії, Ірландії, Греції, Латвії, Литви, Норвегії, Китаю і Швеці.

## Історія використання

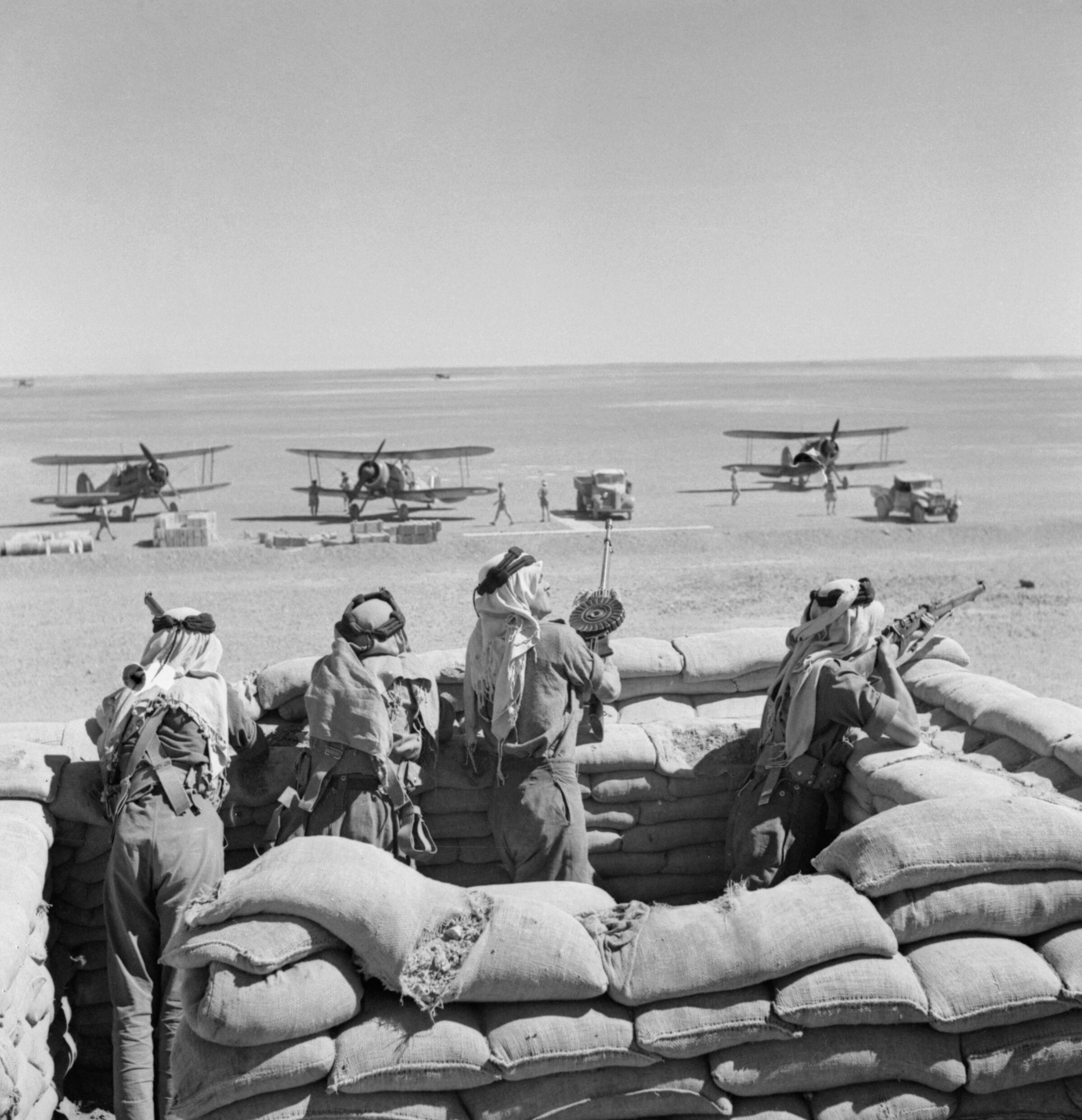
Бійці Арабського легіону готуються до захисту «Гладіаторів» 94-ї ескадрильї під час заправки. Зайордання, 8 травня 1941 року.

Першим «Гладіейтори Mk.I» отримала 72-га ескадрилья в лютому 1937 року, і хоча більшість ескадрилей які оснащувались цим літаком були переоснащені на Hawker Hurricane і Supermarine Spitfire ще до початку війни, але в допоміжних ескадрильях вони все ще залишались. 607-ма і 615-та ескадрильї в листопаді 1939 року були перекинуті в Францію; 263-я ескадрилья, разом з 804-ю ескадрильєю морської авіації діяли під час Норвезької кампанії. Також важливими були «Гладіейтори» 261-ї ескадрильї і крила «Хал Фар» на Мальті які зіграли важливу роль під час оборони острова від італійської авіації у квітні-червні 1940 рок.
Більшість ескадрилей на Близькому сході теж використовували «Гладіейтори» хоча б на допоміжних ролях. Після виведення з бойових частин вони продовжували використовуватись як літаки зв'язку і метеорологічної розвідки.

## Тактико-технічні характеристики (Mk.II)

Схематичне зображення літака Gloster Gladiator

Дані з Concise Guide to British Aircraft of World War II

### Технічні характеристики
- Екіпаж: 1 особа
- Довжина: 8,36 м
- Висота: 3,53 м
- Розмах крила: 9,83 м
- Площа крила: 30,01 м ²
- Маса порожнього: 1562 кг
- Максимальна злітна маса: 2206 кг
- Двигун: Bristol Mercury IX
- Потужність: 830 к. с. (619 кВт.)

### Льотні характеристики
- Максимальна швидкість: 414 км/год на 4450 м.
- Дальність польоту: 708 км
- Практична стеля: 10 210 м

### Озброєння
- Кулеметне:
  - 2 × 7,7-мм курсові кулемети Vickers/Browning в фюзеляжі синхронізованих з гвинтом
  - 2 × 7,7-мм курсові кулемети в крилах

## Країни-оператори винищувача-біпланаGloster Gladiator

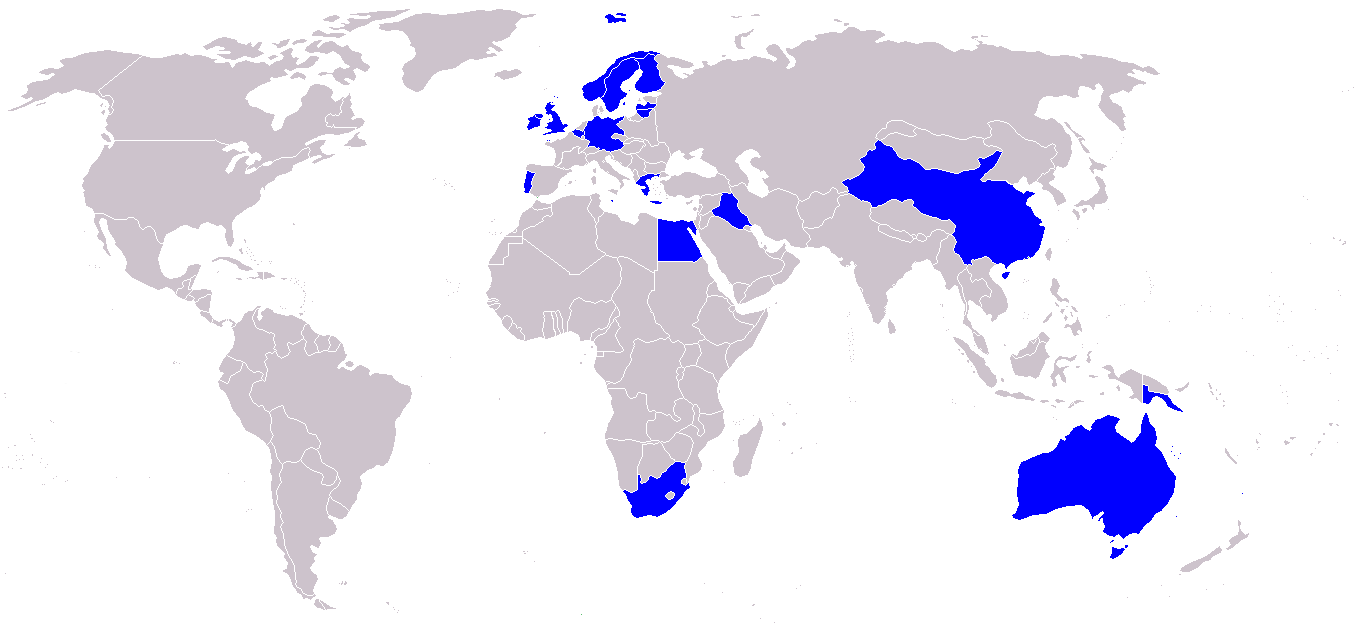
Країни-оператори винищувача Gloster Gladiator

- Австралія
- Бельгія
- Республіка Китай
- Єгипетське королівство
- Вільна Франція
- Фінляндія
- Третій Рейх
- Грецьке королівство
- Ірак
- Ірландія
- Латвія
- Литва
- Норвегія
- Португалія
- Румунія
- Південна Африка
- СРСР
- Швеція
- Велика Британія

## Відео
- Gloster Gladiator Mk I [Архівовано 22 червня 2014 у Wayback Machine.]
- Gloster Gladiator Mk II N5903 [Архівовано 14 червня 2014 у Wayback Machine.]